# 乔瓦尼·巴蒂斯塔·提埃坡罗
乔瓦尼·巴蒂斯塔·提埃坡罗（Giovanni Battista Tiepolo，1696年3月5日—1770年3月27日），常被称为詹巴蒂斯塔（Giambattista）或詹巴蒂斯塔·提也波洛（Giambattista Tiepolo），是意大利著名画家。

## 生平
提埃坡罗出生于威尼斯，父亲是一位船长，一岁时父亲即去世，因此家境困难。

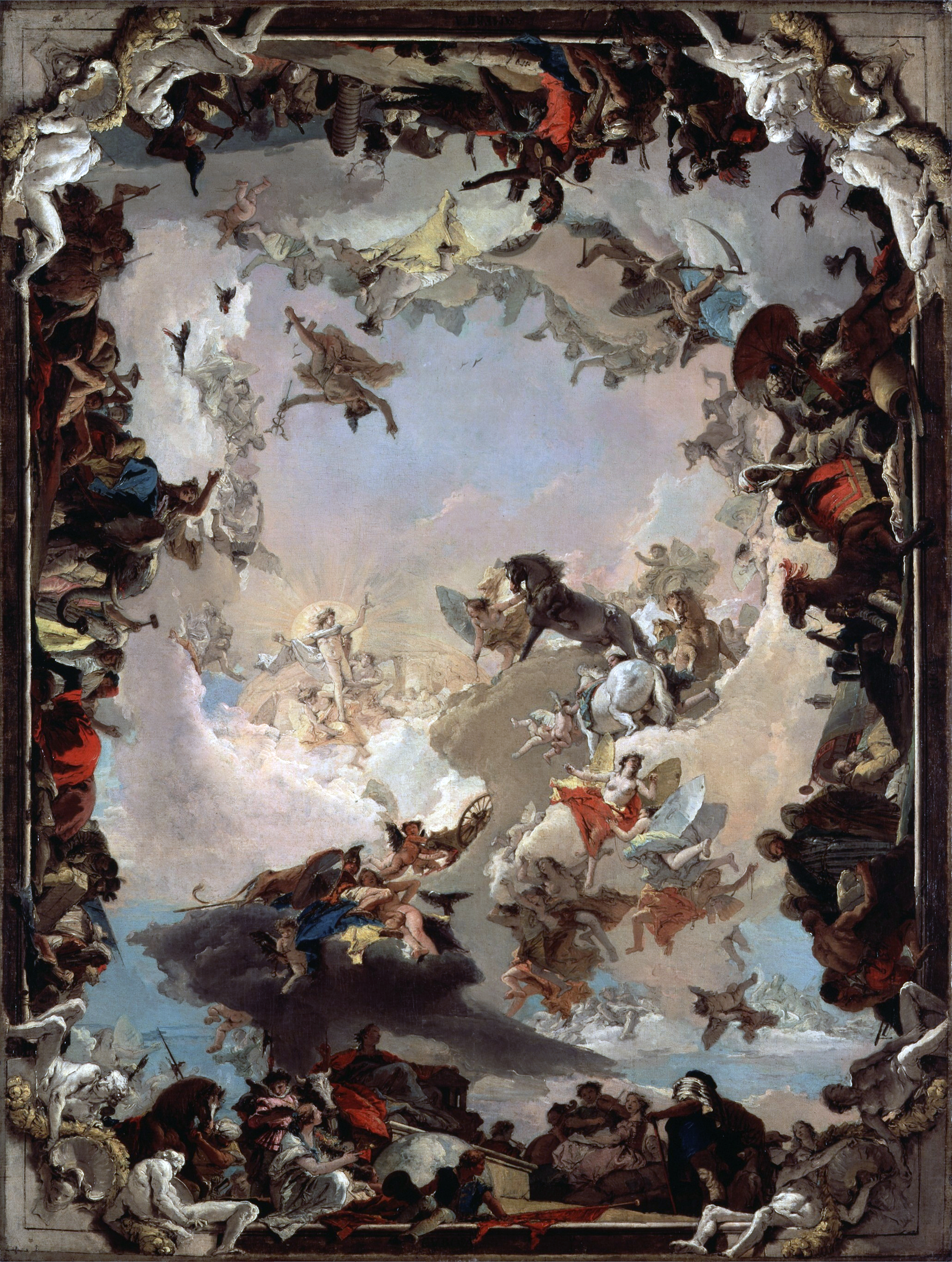
《行星和大陆的寓言》

他一开始在装饰画家拉札里尼（Gregorio Lazzarini）画室中学习，但也受到同时代其他画家的影响，19岁时完成了第一幅大型作品《献上艾萨克祭祀》，1717年，他离开拉札里尼画室，被画家公会作为独立画家吸收成为会员。
1719年，他结婚，以后陆续生了9个孩子，只有4个女儿和3个儿子成活，其中两个儿子成为他的助手，以后也成为独立画家，另一个儿子成为一位牧师。
他最早的作品是为意大利东北部城市乌丹的教堂绘制壁画，以后他在威尼斯创作了大量的画作，到了1750年，他已经在整个欧洲非常出名了，德国维尔茨堡的助教邀请他和他的儿子，为维尔茨堡官邸进行装饰，为此他在那里待了三年，绘制了大量的壁画和装饰，其中包括著名的大型天顶画《行星和大陆的寓言》，描绘了太阳神阿波罗在空中运行，周围四方象征欧亚非美四个大陆。
1753年，他回到威尼斯，被选为帕都亚学院的院长，他又在威尼斯绘制了多幅壁画和天顶画。
1761年西班牙国王卡洛斯三世邀请他装饰马德里的王宫，他画了天顶画《西班牙升天》，在西班牙，他受到安东·拉斐尔·门斯的嫉妒。

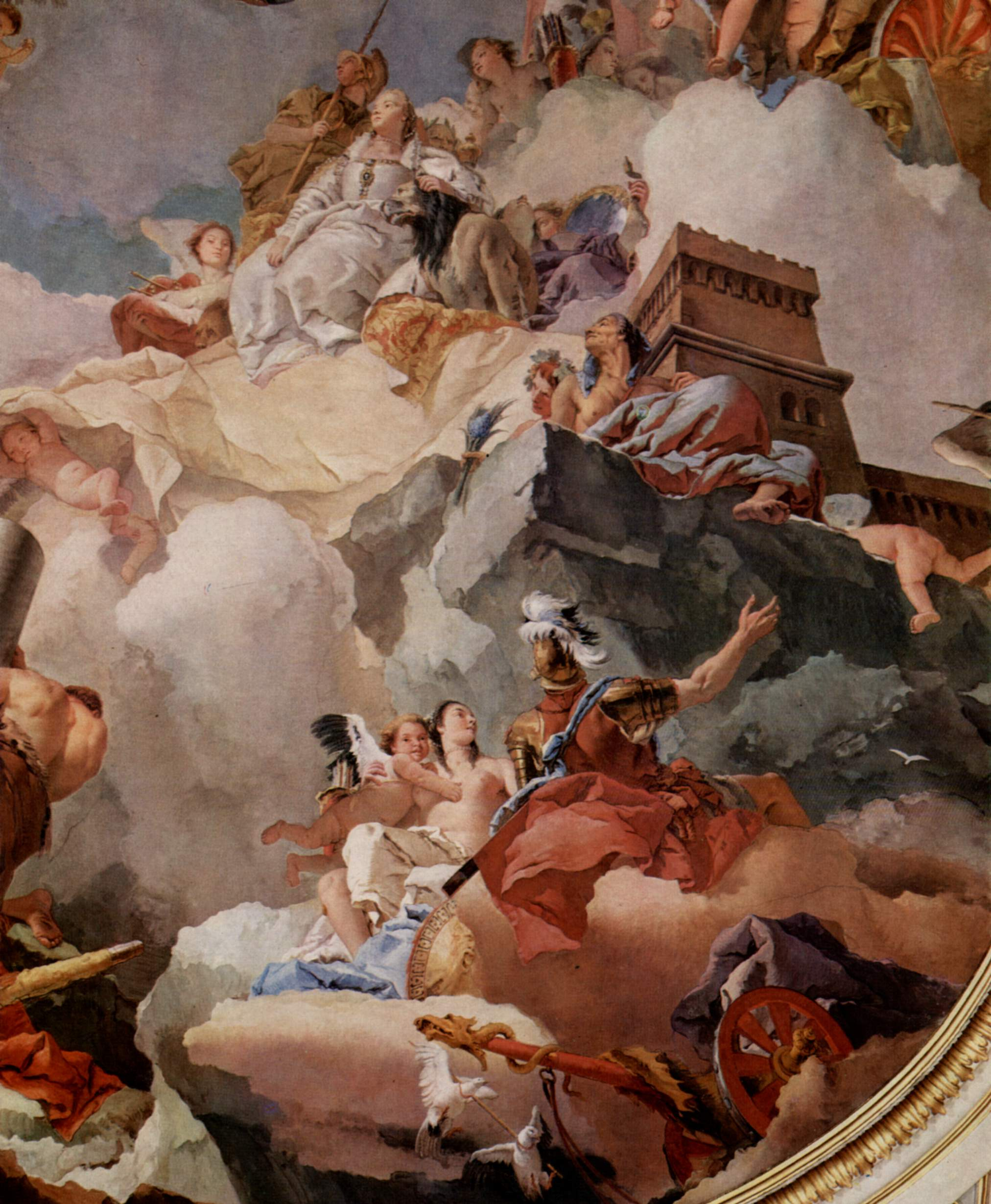
《西班牙升天》

提埃坡罗在马德里逝世。

## 影响和评价
提埃坡罗是著名的壁画家，属于早期的罗可可风格，他继承了巴洛克艺术的传统，开创了天顶画的开阔视野，他的天顶画透明，和边框有机的结合在一起，产生了水彩画的效果，他也是威尼斯共和国最后一位希腊神话画家。他的两个儿子继承他的风格，但没有他那麽优秀和有创造性。